# Battiferro
Battiferro is een plaats (frazione) in de Italiaanse gemeente Terni.